# Соціальні програми
Соціа́льна програ́ма — комплекс узгоджених заходів, що спрямовані на вирішення комплексу соціальних проблем. Як правило, соціальний та соціально-економічний ефект соціальних програм виражається в підвищенні якості життя громадян і суспільства в цілому.
В процесі реалізації соціальних проектів / програм найчастіше вирішуються загальні проблеми суспільного характеру: зниження рівня бідності, смертності, зменшення кількості бездомних і т. д.

## Програмний цикл
Програмний цикл досить складний процес, що складається з декількох послідовних етапів:
- Формулювання проблеми і способів її вирішення,
- Аналіз зовнішнього середовища,
- Складання проекту програми,
- Впровадження (вжиття заходів програми),
- Отримання результатів,
- Зіставлення мета-результат

## Моніторинг програми
Моніторинг програми на всіх етапах циклу — важлива умова успіху програми, що являє собою свого роду поточну оцінку (від англ. On-going evaluation).
Основне призначення моніторингу — давати інформацію для прийняття адекватних управлінських рішень в ході програми. Але для відповіді на питання «Чому сталося так чи інакше?» Або «Що тепер?» Недостатньо повсякденно відстежувати ситуацію — в даному випадку доцільно агрегувати інформацію і більш глибоко проаналізувати дані.

## Ефективність соціальної програми
Для отримання висновку про результативність та ефективність соціальної програми необхідно оцінити її вплив за різними 'критеріям-індикаторами': як індикатори часто використовуються такі показники, як зниження захворюваності, підвищення освітнього рівня, зниження чисельності та складу груп ризику, розширення сфери діяльності осіб з обмеженими можливостями, підвищення якості природного середовища та інші (розрізняють індикатори процесу, результатів, впливу).
В цілому, розробка індикаторів для соціальних програм вимагає ясного розуміння цілей програми і глибокого знання проблеми. Наприклад, як індикатори оцінки програми зниження бідності в Танзанії використовувалися: співвідношення хлопчиків і дівчаток у початковій школі, грамотність населення у віці до 15 років, частка населення, що має доступ до питної води та ін.
Перед тим як проводити оцінку програми повинен бути визначений ряд питань (evaluation questions), на які планується отримати відповідь:
1. Які фактичні результати?
2. Основні досягнення програми?
3. Чи є перспективи продовження роботи по даному напрямку?

Таким чином, забезпечується інформативність і висока ступінь значущості результатів оцінювання (їх затребуваність в майбутньому).
Як правило, державні програми мають комплексний характер проблем, що служить підставою для складної структури як самої програми, так і системи оцінки. Наприклад, в проблемі бідності можна виділити три компоненти: економічний, соціальний та екологічний. Таким чином, індикатори результативності також повинні бути структуровані за трьома напрямками.
Довгостроковість соціальних програм (5-7 років) призводить до необхідності передбачати певну гнучкість і, наприклад, переглядати деякі індикатори або способи збору інформації відповідно до мінливих ситуацій.

## Соціальна політика
Соціальна політика являє собою комплекс соціальних програм.

## Професійно-медична та соціальна реабілітація інвалідів
Інваліди держави мають законодавчу можливість пройти професійно-медичну та соціальну реабілітацію і набути корисну соціально-значиму професію.